# Cryptoerithus annaburroo
Espèce
Cryptoerithus annaburroo est une espèce d'araignées aranéomorphes de la famille des Gnaphosidae.

## Distribution
Cette espèce est endémique du Territoire du Nord en Australie. Elle se rencontre vers Annaburroo.

## Description
La femelle holotype mesure 4,12 mm.

## Étymologie
Son nom d'espèce lui a été donné en référence au lieu de sa découverte, Annaburroo.

## Publication originale
- Platnick & Baehr, 2006 : A revision of the Australasian ground spiders of the family Prodidomidae (Araneae, Gnaphosoidea). Bulletin of the American Museum of Natural History, no 298, p. 1-287 (texte intégral).